# سبرگم
سبرگم (به انگلیسی: Sebergham) یک روستا و محله مدنی در بریتانیا است که در الیردال واقع شده‌است. سبرگم ۳۶۵ نفر جمعیت دارد.